# Le Rouget-Pers
Le Rouget-Pers is een gemeente in het Franse departement Cantal in de regio Auvergne-Rhône-Alpes. De gemeente is op 1 januari 2016 ontstaan door de fusie van de gemeenten Le Rouget en Pers. Le Rouget-Pers telde op 1 januari 2022 1.288 inwoners.

## Geografie
De oppervlakte van Le Rouget-Pers bedroeg op 1 januari 2022 24,28 vierkante kilometer; de bevolkingsdichtheid was toen 53 inwoners per km².
De onderstaande kaart toont de ligging van Le Rouget-Pers met de belangrijkste infrastructuur en aangrenzende gemeenten.

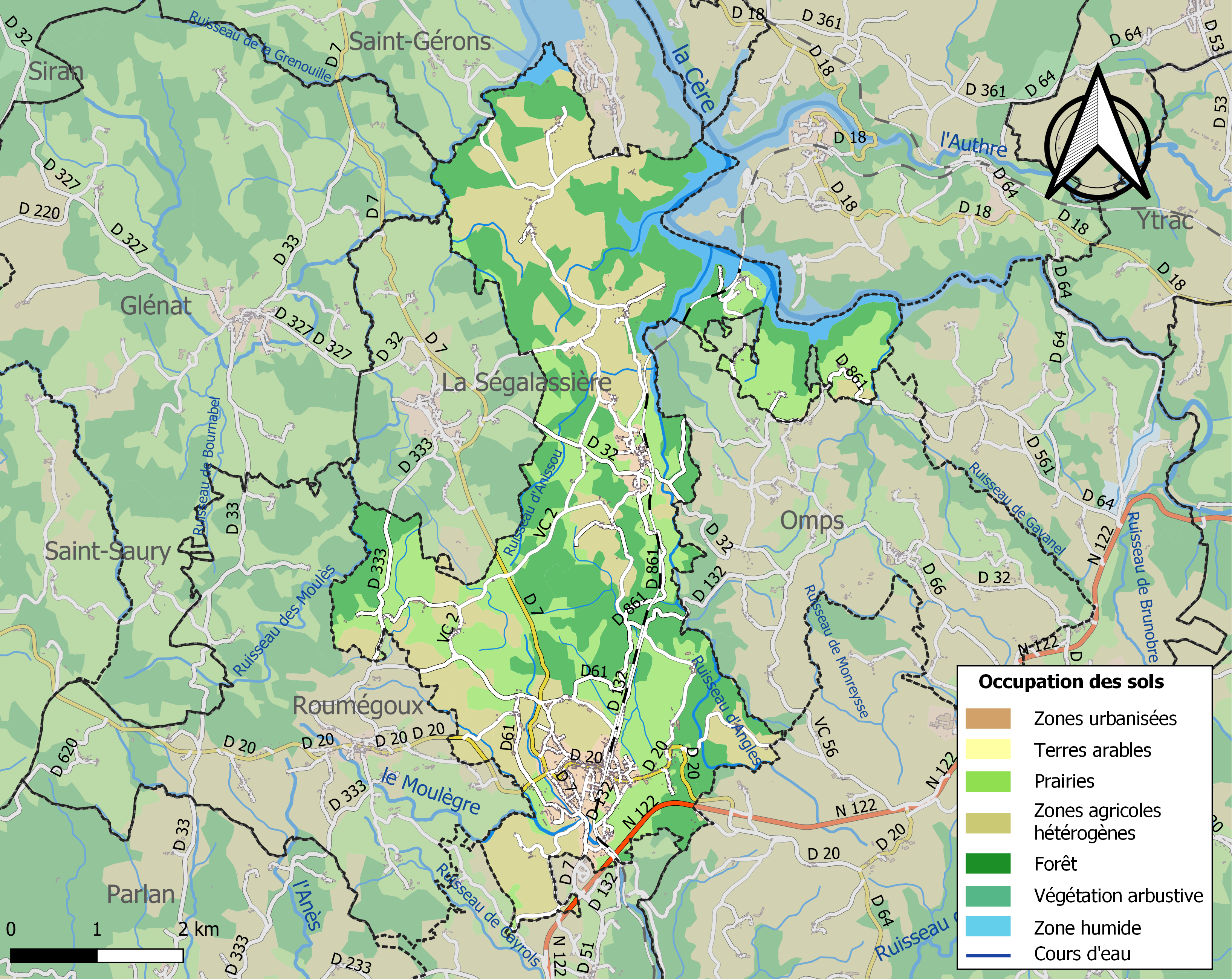